# Кольченки
Кольченки (укр. Кольченки) — село, Челно-Федоровский сельский совет, Зеньковский район, Полтавская область, Украина.
Код КОАТУУ — 5321387206. Население по переписи 2001 года составляло 5 человек.

## Географическое положение
Село Кольченки находится в 0,5 км от села Мысики и в 1 км от села Галийка.

## История
Есть на карте 1869 года как Колченки